# Еменьга (река, впадает в Спасское озеро)
Еменьга — малая река в Вельском и Няндомском районах Архангельской области. Длина реки — 33 км.
Начинается при слиянии рек Карма и Утолошь в болоте Еменьгское. Согласно данным старых карт до середины XX века на этом месте было озеро. В среднем и нижнем течении река течёт в северном направлении. В среднем течении ширина реки составляет 17 метров, а глубина 0,8 метра. Еменьга впадает в озеро Воезеро (Спасское) в 1,5 километрах от деревни Подгорная. В нижнем течении на берегах реки расположены деревни Мошинского сельского поселения: Холопье, Мальшинская, Гришинская, Горевская, Мартыновская и Верхотина.

## Притоки
(указано расстояние от устья)
- 0,4 км: река Томлега
- 22 км: река Перечная

## Данные водного реестра
По данным государственного водного реестра России и геоинформационной системы водохозяйственного районирования территории РФ, подготовленной Федеральным агентством водных ресурсов:
- Бассейновый округ — Двинско-Печорский
- Речной бассейн — Онега
- Речной подбассейн — нет
- Водохозяйственный участок — Онега